# The Cincinnati Kid
The Cincinnati Kid (El rey del juego o El gran desafío) es una película estadounidense de 1965 dirigida por Norman Jewison, que sustituyó a Sam Peckinpah poco después de comenzar el rodaje debido a las diferencias de este último con el productor Martin Ransohoff. Está basada en la novela de Richard Jessup, adaptada por Ring Lardner Jr. y Terry Southern. Lardner conseguía con este trabajo su primer encargo de una cierta envergadura, tras haber permanecido durante años en la lista negra y haber sido uno de los 10 de Hollywood que se enfrentaron a la caza de brujas. 
La película contó como protagonistas con Steve McQueen en el papel de Kid y Edward G. Robinson en el papel de Lancey Howard, apodado "The Man" y considerado como el mejor jugador de póquer del momento, al que Kid quiere desbancar. Robinson se incorporó a la película sustituyendo a Spencer Tracy.

## Argumento
Durante la época de la Gran Depresión, a finales de los años treinta, Kid quiere convertirse en el mejor jugador de póquer de la zona de Nueva Orleans. Para conseguirlo deberá enfrentarse y ganar a Lancey Howard, un viejo jugador considerado el rey del juego. Dos mujeres se cruzan en la vida de Kid, aunque su obsesión por ganar a Howard le llevará a concentrarse en el juego y a buscar una partida definitiva en la que imponerse y convertirse en el nuevo "rey".

## Reparto
- Steve McQueen: Cincinnati Kid (Eric Stoner)
- Edward G. Robinson: Lancey Howard
- Ann-Margret: Melba
- Karl Malden: Shooter
- Rip Torn: The Man
- Tuesday Weld: Lady Fingers
- Jack Weston: Remo
- Nehemiah Persoff: "The Chief"

## Producción
El rey del juego se filmó en localizaciones de Nueva Orleans, Luisiana, cambiando la ubicación original del relato en la novela, que estaba situada en San Luis, Misuri. 
Spencer Tracy no pudo interpretar al personaje de Lancey Howard debido a su mala salud, que le obligó a abandonar el proyecto. 
Sam Peckinpah fue el director inicial contratado por el productor Martin Ransohoff para encargarse de la película. Planteó rodar en blanco y negro, para recordar que la acción está ubicada en la Gran Depresión de la década de 1930. Al ser despedido por Ransohoff e incorporarse Norman Jewison al proyecto, decidieron rodar la película en color.

## Crítica y público
La crítica ha señalado habitualmente la similitud en el enfoque de la película con The Hustler, aunque allí el juego es el billar. 
El público tiene bien valorada la película. Tanto en IMDb como en FilmAffinity obtiene una puntuación superior a 7 puntos sobre 10.

## Banda sonora
La música fue compuesta por Lalo Schifrin, quien proporcionó una banda sonora melódica con influencias del jazz, en la que la armónica tiene un papel protagonista. En la composición hay espacio para temas incidentales, que acentúan la tensión de las partidas de póquer, en las que se apuesta mucho dinero y se juegan el prestigio de quien es el mejor jugador. El tema principal está cantado por Ray Charles. En la película aparece música del grupo The Preservation Hall Jazz Band, con Emma Barrett cantando y tocando el piano.